# (9616) 1993 FR3
1993 أف أر 3 (ويعرف أيضًا باسم (9616) 1993 أف أر 3 وفق تسمية الكوكب الصغير) (بالإنجليزية: 1993 FR3)‏ هو كويكب ضمن حزام الكويكبات؛ وترتيبه 9616 من حيث الاكتشاف.
اكتُشف هذا الجُرم الفلكي بواسطة اليانور إف. هيلين في 21 مارس 1993.

## وصلات خارجية
- (9616) 1993 FR3 في قاعدة بيانات مختبر الدفع النفاث لأجرام النظام الشمسي الصغيرة

- الاكتشاف · مخطط المدار ·  العناصر المدارية · المعلمات المادية

- (9616) 1993 FR3 على موقع ويكي سكاي: DSS2, SDSS, GALEX, IRAS, Hydrogen α, X-Ray, Astrophoto, Sky Map, Articles and images